# Червона зоря (футбольний клуб)
«Червона зоря» (рос. «Красная заря») — радянський футбольний клуб з Ленінграда, що існував у період з 1922 по 1940 роки.

## Історія
Команда була заснована у 1922 році. До 1930 року виступала на районих змаганнях, у 1931—1935 роках — у чемпіонатах Ленінграда. Переможець турніру 1934 року.
Учасник перших шести першостей СРСР з футболу. Найкраще місце — п'яте (осінь 1936).
Найбільш славною сторінкою в історії клубу став виступ у розіграші кубка 1938 року. На попередніх етапах були здобуті перемоги над одеським «Харчовиком», ленінградським «Зенітом» і динамівськими командами з Болшево і Тбілісі. У вирішальному матчі клуб мінімально поступився московському «Спартаку» (2:3).
Два роки клуб називався «Електрик» (1938—1939). Сезон 1939 року команда завершила на передостанньому місці і вибула до другого дивізіону. Наступного року стала переможцем групи «Б», але у зв'язку з реорганізацією чемпіонату — путівки до еліти «Червона зоря» не отримала і була розформована. Провідні гравці були переведені до складу «Зеніта».
Багато гравців команди воювали на фронтах німецько-радянської війни. Микола Анциферов, Лев Лихвінцев, Віктор Набутов і Борис Орєшкін служили у Бальтійському флоті. Петро Карась був водієм у зенітно-кулеметному полку. Воював Анатолій Гусєв. Загинули на фронті Василь Топталов, Леонід Дорофєєв і Василь Григор'єв. Валентин Шелагін зник безвісти у березні 1942 року. Петро Григор'єв і Борис Шелагін померли в блокадному Ленінграді.
Петро Григор'єв — єдиний гравець команди, якому було присвоєно почесне звання «Заслужений майстер спорту СРСР». Після війни звання «Заслужений майстер спорту» отримали колишні гравці «Червоної зорі» Костянтин Лемешев, Борис Орєшкін, Володимир Лемешев і Олексій Пшеничний.
У східній підгрупі другої групи чемпіонату СРСР 1946 року виступала ленінградська команда «Електросила», яку інколи вважають правонаступницею «Червоної зорі», але документальних підтверджень цьому немає.

## Досягнення
- Чемпіон Ленінграда (1): 1934
- Фіналіст кубка СРСР (1): 1938
- Переможець групи «Б» (1): 1940

## Статистика
Статистика виступів у чемпіонаті:
| Сезон              | Назва              | Гр.                | Місце              | І  | В  | Н  | П  | РМ        | О  |
| ------------------ | ------------------ | ------------------ | ------------------ | -- | -- | -- | -- | --------- | -- |
| 1936(в)            | «Червона зоря»     | А                  | 7 з 7              | 6  | 1  | 1  | 4  | 8 — 21    | 9  |
| 1936(о)            | «Червона зоря»     | А                  | 5 з 8              | 7  | 3  | 0  | 4  | 13 — 18   | 13 |
| 1937               | «Червона зоря»     | А                  | 8 з 9              | 16 | 4  | 4  | 8  | 17 — 31   | 28 |
| 1938               | «Електрик»         | А                  | 13 з 26            | 25 | 8  | 8  | 9  | 42 — 44   | 24 |
| 1939               | «Електрик»         | А                  | 13 з 14            | 26 | 6  | 5  | 15 | 32 — 49   | 17 |
| Усього в групі «А» | Усього в групі «А» | Усього в групі «А» | Усього в групі «А» | 80 | 22 | 18 | 40 | 112 — 173 | 62 |
| 1940               | «Червона зоря»     | Б                  | 1 з 14             | 26 | 15 | 5  | 6  | 54 — 36   | 35 |

Бомбардири і тренери:
| Сезон   | Бомбардир                      | Голи | Тренер                          |
| ------- | ------------------------------ | ---- | ------------------------------- |
| 1936(в) | Володимир Лемешев Микола Ярцев | 2    | Михайло Окунь                   |
| 1936(о) | Іван Смирнов Микола Ярцев      | 3    | Михайло Окунь                   |
| 1937    | Микола Ярцев                   | 6    | Михайло Окунь                   |
| 1938    | Василь Лотков                  | 8    | Михайло Окунь Костянтин Лемешев |
| 1939    | Іван Смирнов                   | 6    | Костянтин Лемешев               |
| 1940    | Борис Чучелов                  | 14   | Костянтин Лемешев               |

Найбільше матчів у чемпіонатах провели:
| Всього |                   |    |
|        |                   |    |
| 1.     | Іван Смирнов      | 85 |
| 2.     | Олексій Яблочкін  | 82 |
| 3.     | Володимир Лемешев | 78 |
| 4.     | Віктор Бодров     | 75 |
| 5.     | Василь Лотков     | 74 |
| 6.     | Павло Артем'єв    | 71 |
| 7.     | Борис Орєшкін     | 70 |
| 8.     | Василь Топталов   | 54 |
| 9.     | Микола Анціферов  | 53 |
| 10.    | Леонід Дорофєєв   | 47 |

| Група «А» |                   |    |
|           |                   |    |
| 1.        | Віктор Бодров     | 75 |
| 2.        | Василь Лотков     | 74 |
| 3.        | Борис Орєшкін     | 70 |
| 4.        | Іван Смирнов      | 69 |
| 5.        | Олексій Яблочкін  | 59 |
| 6.        | Володимир Лемешев | 54 |
| 7.        | Василь Топталов   | 54 |
| 8.        | Павло Артем'єв    | 47 |
| 9.        | Віктор Набутов    | 43 |
| 10.       | Петро Карась      | 34 |

Сумарні показники найвлучніших гравців команди у чемпіонатах СРСР:
| Всього |                   |    |
|        |                   |    |
| 1.     | Іван Смирнов      | 24 |
| 2.     | Борис Чучелов     | 16 |
| 3.     | Павло Артем'єв    | 14 |
| 3.     | Володимир Лемешев | 14 |
| 5.     | Василь Лотков     | 13 |
| 6.     | Олександр Федоров | 12 |

| Група «А» |                |    |
|           |                |    |
| 1.        | Іван Смирнов   | 20 |
| 2.        | Василь Лотков  | 13 |
| 3.        | Микола Ярцев   | 11 |
| 4.        | Павло Артем'єв | 9  |
| 5.        | Віктор Бодров  | 8  |
| 5.        | Петро Карась   | 8  |

Статистика виступів у кубку:
| Сезон  | Назва          | Раунд  | І  | В  | Н | П | РМ      | О  |
| ------ | -------------- | ------ | -- | -- | - | - | ------- | -- |
| 1936   | «Червона зоря» | 1/2    | 5  | 4  | 0 | 1 | 8 — 8   | 8  |
| 1937   | «Червона зоря» | 1/64   | 1  | 0  | 0 | 1 | 2 — 4   | 0  |
| 1938   | «Електрик»     | Фінал  | 6  | 5  | 0 | 1 | 19 — 5  | 10 |
| 1939   | «Електрик»     | 1/16   | 2  | 1  | 0 | 1 | 2 — 1   | 2  |
| Усього | Усього         | Усього | 14 | 10 | 0 | 4 | 31 — 18 | 20 |

Фінал кубка СРСР з футболу 1938:
| 14 вересня 1938 |

| «Спартак»                            | 3 – 2    | «Електрик»             |
| ------------------------------------ | -------- | ---------------------- |
| Гуляєв 14' Старостін 51' Семенов 65' | Протокол | Яблочкін 45' Гусєв 70' |

| «Динамо» (Москва) Глядачів: 80 000 Арбітр: Михайло Онищенко (Харків) |

«Спартак»: Владислав Жмельков, Віктор Соколов, Василь Соколов, Сергій Артем'єв (Станіслав Леута, 46), Андрій Старостін, Григорій Тучков, Георгій Глазков, Володимир Степанов, Віктор Семенов, Олексій Соколов, Микола Гуляєв. Тренер — Костянтин Квашнін.
«Електрик»: Віктор Набутов, Василь Топталов, Василь Григор'єв, Віктор Бодров, Борис Орєшкін, Олексій Яблочкін, Петро Карась, Павло Артем'єв, Іван Смирнов, Олександр Федоров (Анатолій Гусєв, 69), Василь Лотков. Тренер — Костянтин Лемешев.